# 生田茂
生田 茂（いくた しげる、1949年 - ）は、日本の教育者、化学者、教育学者、理学博士。旧・東京都立大学および首都大学東京名誉教授。専門は教科教育（理科・情報）、教育工学、環境教育、情報社会論。

## 略歴
1976年に東北大学理学研究科博士課程化学専攻を修了し理学博士を取得した（論文タイトルは『電荷交換反応による分子イオンの解離過程の分子軌道論的考察』）。同年に理化学研究所特別研究生を経て、1977年に東京都立大学理学部化学科助手となる。1984年に東京都立大学助教授となり、1990年に東京都立大学教養部教授に昇格した。1998年に同大学大学院工学研究科教授、2001年から東京都立大学附属高等学校校長を2年間務めた。2005年に首都大学東京基礎教育センター教授となり、同年5月には筑波大学人間総合科学研究科教授・附属学校教育局に移籍する。その後、大妻女子大学社会情報学部社会情報学科環境情報学専攻教授となる。
この間、1980年にアルバータ大学博士研究員、1988年にシドニー大学客員教授、1994年にニューヨーク市立大学大学院客員教授を歴任する。また、非常勤講師として東京農工大学や東京理科大学で教鞭をとった。

## 諸活動
情報教育普及活動や地域活動に取り組んでおり、コンピュータ利用協議会副会長、東京都IT戦略会議委員、東京都高等学校情報教育研究会顧問、大学評価・学位授与機構の専門委員、学術・文化・産業ネットワーク多摩幹事、めぐろシティカレッジカリキュラム委員長、目黒区生涯学習推進協議会委員などを歴任した。また、国内で日本化学会、日本教育工学会、多摩ニュータウン学会、筑波大学教育学会、日本特殊教育学会、日本科学教育学会、海外ではAssociation for Computing Machinery(ACM)、Association for the Advancement of Computing in Education(AACM)に所属し研究に従事した。 

## 表彰
- 2006年：PC Conference 2006　最優秀ポスター賞
- 2008年：CIEC学会賞・論文賞

## 著書
- 『電子計算機概論』（共著、培風館、1988年）
- 『情報科学の基礎』（単著、講談社サイエンティフィック、1993年）
- 『分子軌道法』（共著、講談社サイエンティフィック、1994年）
- 『化学におけるインターネット活用法』（共著、講談社サイエンティフィック、2000年）